# Thyreus janasivius
Thyreus janasivius är en biart som först beskrevs av Sivik 1957.  Thyreus janasivius ingår i släktet Thyreus och familjen långtungebin. Inga underarter finns listade i Catalogue of Life.